# Arbil
Arbil, Erbil, Irbil in Arabela (arabsko أربيل, Arbīl, (kurdsko هەولێر, Hewlêr, sirsko ܐܲܪܒܹܝܠ, Arbel) je za Bagdadom, Basro in Mosulom četrto največje mesto v Iraku. Je glavno in najbolj naseljeno mesto v avtonomni regiji Kurdistan. Mesto je v gubernatu Erbil.  Po oceni iz leta 2009 je imel 1.293.839 prebivalcev, leta 2013 pa že 1,5 milijona prebivalcev.
Človeška naselbina v Arbilu morda sega v 5. tisočletje pr. n. št..[8] V središču mesta sta starodavna citadela in minaret Mudhafaria. Najzgodnejša zgodovinska omemba regije sega v tretjo dinastijo Sumerskega Ura, ko je kralj Shulgi omenil mesto Urbilum. Mesto so kasneje osvojili Asirci.
Mesto je pretežno kurdsko in ima manjšine lokalnih Turkmenov in Asircev ter Arabcev.
Arbil je Arabski odbor za turizem proglasil za arabsko turistično prestolnico leta 2014.
Arheološki muzej v Arbilu hrani veliko zbirko predislamskih artefaktov, zlasti umetnosti Mezopotamije, in je središče arheoloških projektov na tem območju. Julija 2014 je bila arbilska citadela vpisana na seznam svetovne dediščine.

## Imena
Arbil je romanizacija osmanskega turškega imena mesta اربيل, ki se še vedno uporablja kot ime mesta v uradnem angleškem prevodu. Sodobna standardna arabska oblika imena je Arbīl (أربيل). V klasični antiki je bil znan kot Arbela v latinščini in Arbēla (Ἄρβηλα) v grščini, izpeljan iz staroperzijskega Arbairā (𐎠𐎼𐎲𐎡𐎼𐎠𐏓), iz asirskega Arbaʾilu, iz sumerskega Urbiluma (𒌨𒉈𒈝𒆠, ur -bi₂-lumki).

## Zgodovina
Arbil se šteje za najstarejše stalno naseljeno mesto na svetu. Prvi zapisi o življenju v njem so iz 23. stoletja pr. n. št., vendar se domneva,  da je bil naseljen že okoli leta 9000 pr. n. št., zagotovo pa okoli 6000 pr. n. št.  Približno na začetku 3. tisočletja pr. n. št. so Huriti iz Male Azije zgradili utrjeno citadelo Urbilum  in razširili svojo oblast na celo severno Mezopotamijo. Stara arbilska citadela še vedno stoji v središču mesta. 
Od 25. do 7. stoletja pr. n. št. je mesto spadalo v Asirsko cesarstvo, potem pa so se za oblast v njem spopadali Babilonci, Medijci, Perzijci in Grki.
Po arabski osvojitvi Mezopotamije v 7. stoletju  so Arabci ukinili Asirijo kot geopolitično entiteto. V srednjem veku so v mestu vladali Seldžuki in Osmansko cesarstvo.

### Arheologija
Leta 2006 je Karel Novacek z Univerze West Bohemia izvedel manjše izkopavanje. Zaradi tako velike zasedenosti najdišče ni bilo nikoli pravilno izkopano. Arheološka raziskava Erbil Plain se je začela leta 2012. Raziskava združuje satelitske posnetke in terensko delo za določitev razvoja in arheologije nižine okoli Arbila. Poleg Arbila ima nižina številna obetavna arheološka najdišča, predvsem Tell Baqrta. Tell Baqrta je zelo veliko, 80 hektarjev veliko najdišče, ki sega v zgodnjo bronasto dobo. Leta 2013 je ekipa z rimske univerze Sapienza opravila delo z radarjem, ki je prodrl do tal, v središču citadele. Od leta 2014 se je začelo izkopavanje pod vodstvom Iraka na lokaciji citadele, kjer je propad sodobne stavbe ponudil priložnost za izkopavanje. Začeli so se tudi zgodovinski posnetki iz zraka in zemljevid spodnjega mesta.

## Znamenitosti
Največja mestna znamenitost je citadela, ki se dviguje 25-32 m nad mestom. Citadela je ovalna, dolga 430 in široka 340 m. Njena ploščina meri 102.000 m². Grič, na katerem stoji, je nastal s stalno gradnjo številnih generacij, ki so živele na tem mestu. Mesto je bilo leta 2014 kot domnevno najstarejše naselje na svetu vpisano na Unescov seznam svetovne dediščine. Po zapisih in ikonografskih virih je bil Arbil pomembno asirsko politično in versko središče Arbela. Citadela je bila v 19. stoletju  v celoti obzidana z visokimi stanovanjskimi zgradbami, ki ji dajejo videz srednjeveške trdnjave. Mestne ulice, ki  se širijo v obliki pahljače, so iz poznega osmanskega obdobja.
Arbilski arheološki muzej poseduje veliko zbirko predislamskih artefaktov in je središče arheoloških raziskav v regiji.

### Druge znamenitosti
- 36 metrov visok minaret Mudhafaria, ki je v parku Minaret nekaj ulic od citadele, sega v pozno 12. stoletje našega štetja in guvernerja Arbila, v vladavini Saladina, Muzaffar Al-Din Abu Sa 'eed Al-Kawkaboori (Gökböri), ki se je pokoril Saladinu brez vojne in se poročil z njegovo sestro. Ima osmerokotno osnovo, okrašeno z dvema nivojema niš, ki je ločena od glavne gredi z majhnim balkonom, prav tako okrašenim. V bližini je še en zgodovinski minaret s turkizno glaziranimi ploščicami.
- Park Sami Abdul Rahman
- Mound of Qalich Agha leži na območju Muzeja civilizacije, 1 kilometer od citadele. Pri izkopavanju leta 1996 so našli orodja iz obdobij Tell Halaf, Ubaid in Uruk.[13]

## Pobratena mesta
- Arbat, Irak
- Brašov, Romunija
- Taxco, Mehika

## Sklica
1. ↑  »Iraq«. CITY POPULATION.
2. ↑  Danilovich, Alex (12. oktober 2018). Federalism, Secession, and International Recognition Regime: Iraqi Kurdistan (v angleščini). Routledge. ISBN 9780429827655.
3. ↑  Erbil named 2014 Arab Tourism Capital Arhivirano 2015-07-08 na Wayback Machine., Kurdistan Regional Government. Pridobljeno 27. junija 2014.
4. ↑  Centre, UNESCO World Heritage. »Erbil Citadel«. UNESCO World Heritage Centre (v angleščini). Pridobljeno 28. oktobra 2022.
5. ↑  Nasrullah, Mehmet (1908), مكمل آوروپا خريطه سى [Complete Map of Europe] (v otomanska turščina), Istanbul: Tefeyyüz Kitaphanesi
6. ↑  »العلاقات بين أربيل وبغداد« [Erbil – Baghdad Relations...], Official site (v arabščini), Erbil: Kurdistan Regional Government, 2024.
7. ↑  »Urbilum [1] (SN)«, Open Richly Annotated Cuneiform Corpus, Philadelphia: University of Pennsylvania, 2022.
8. ↑  Nováček, Karel (2008). »Research of the Arbil Citadel, Iraqi Kurdistan, First Season«. Památky Archeologické. 49: 259–302.
9. ↑  UR, JASON, et al., "ANCIENT CITIES AND LANDSCAPES IN THE KURDISTAN REGION OF IRAQ: THE ERBIL PLAIN ARCHAEOLOGICAL SURVEY 2012 SEASON", Iraq, vol. 75, pp. 89–117, 2013
10. ↑  Kopanias, Konstantinos, et al., "The Tell Nader and Tell Baqrta Project in the Kurdistan region of Iraq: Preliminary report of the 2011 season.", Subartu 6, 23–57, 2013
11. ↑  Lawler, Andrew., "Erbil Revealed", Archaeology, vol. 67, no. 5, pp. 38–43, 2014
12. ↑  Erbil Citadel. Pridobljeno 27.  junija  2014.
13. ↑  Directorate Antiquities of Erbil's Guide' Brochure produced by General Directorate of Antiquities, KRG, Ministry of Tourism